# 1767 în literatură
Anul 1767 în literatură a implicat o serie de evenimente și cărți noi semnificative.  

## Cărți noi
- Belisarius (anonim)
- James Boswell - Dorando
- The Female American (anonim)
- Phebe Gibbes - The Woman of Fashion
- Hugh Kelly - Memoirs of a Magdalen
- Susannah Minifie - Barford Abbey
- Frances Sheridan
  - Continuation of the Memoirs of Miss Sidney Bidulph (postum)
  - The History of Nourjahad
- Laurence Sterne - The Life and Opinions of Tristram Shandy, Gentleman vol. ix
- Arthur Young - The Adventures of Emmera